# Ashen Empires
Ashen Empires är ett MMORPG i fantasymiljö.

## Historia
Spelet skapades med namnet Dransik av Jason Ely (Lothgar), Doug Gesler (Zarquon) och andra på spelföretaget Asylumsoft. Musiken komponerades av Paavo Härkönen (Tarantula). Den första versionen av Dransik är det som idag kallas för Dransik Classic. Ut ur det projektet sprang en isometrisk version som senare blev omdöpt till Ashen Empires.
Spelet har ägts av flera företag förutom Asylumsoft. TKO software (numera i konkurs) köpte rättigheterna. När spelet var på väg att läggas ner skapades Iron Will Games av några av utvecklarna och de köpte i sin tur rättigheterna till Ashen Empires.
Iron Will Games äger även rättigheterna till det gamla Dransik och de driver en server för nostalgiska Dransik Classic spelare.

## Spelet
Spelet är ett MMORPG-spel som utspelar sig i en värld som heter Dransik (därav originalnamnet). Som spelare kontrollerar man en karaktär som man utvecklar genom att samla erfarenhetspoäng, genom att tillverka föremål, döda monster eller lösa "quests" som finns runt om i världen. När man får erfarenhetspoäng via någon handling hamnar de i den färdighet man använde för att få dem. Detta leder till att man blir bättre på någonting genom att använda färdigheten.
Alla erfarenhetspoäng man samlar läggs även ihop för att avgöra vilken nivå karaktären är på. Varje gång man når en ny nivå får man placera ut 2 poäng i ett av fyra attribut; styrka, fysik, smidighet och intelligens. Dessa attribut avgör, förutom nivån på en färdighet, hur bra man är på saker. Om man har hög styrka gör man mer skada osv. Attributen och karaktärens nivå används även till att avgöra om man kan använda vissa föremål då dessa kan ha minimumkrav.